# Svarttjärnen (Ströms socken, Jämtland, 713256-145748)
Svarttjärnen är en sjö i Strömsunds kommun i Jämtland och ingår i Ångermanälvens huvudavrinningsområde.